# Liste der Kulturgüter in Dorénaz
Die Liste der Kulturgüter in Dorénaz enthält alle Objekte in der Gemeinde Dorénaz im Kanton Wallis, die gemäss der Haager Konvention zum Schutz von Kulturgut bei bewaffneten Konflikten, dem Bundesgesetz vom 20. Juni 2014 über den Schutz der Kulturgüter bei bewaffneten Konflikten sowie der Verordnung vom 29. Oktober 2014 über den Schutz der Kulturgüter bei bewaffneten Konflikten unter Schutz stehen.
Objekte der Kategorien A und B sind vollständig in der Liste enthalten, Objekte der Kategorie C fehlen zurzeit (Stand: 1. Januar 2023).

## Kulturgüter
| Foto |                                                                                     | Objekt                                                                                                | Kat. | Typ | Standort                             | Beschreibung                                                                                     |
| ---- | ----------------------------------------------------------------------------------- | --- | ---- | --- | ------------------------------------ | ------------------------------------------------------------------------------------------------ |
| ja   | Datei hochladen · Wikidata zu Brücke von Dorénaz - Teil Dorénaz (Q133832260)        | Brücke von Dorénaz / Pont de Dorénaz KGS-Nr.: 16930                                                   | A    | G   | Route des Follatères 569603 / 110212 | Das Objekt liegt jeweils zur Hälfte auf dem Gemeindegebiet von Dorénaz und Vernayaz (Nr. 16391). |
| BW   | Datei hochladen · Wikidata zu Drei Arbeiterhäuser auf Bergwerksgelände (Q131318628) | Drei Arbeiterhäuser auf Bergwerksgelände / Trois bâtiments des ouvriers du site minier KGS-Nr.: 17262 | B    | G   | Chemin de la Méreune 571100 / 112207 |                                                                                                  |